# Rabanales
Rabanales è un comune spagnolo di 808 abitanti situato nella comunità autonoma di Castiglia e León.